# Obwodnica Marek
Obwodnica Marek – fragment drogi ekspresowej S8 ciągnący się od węzła w Markach przez Zielonkę, Kobyłkę i Wołomin do Radzymina i obwodnicy tego miasta, część Alei Bohaterów Bitwy Warszawskiej 1920. Obwodnica omija Marki od wschodu. Według zapisów kontraktu wszystkie roboty miały zostać zakończone do 19 października 2017 roku na odcinku Marki (bez węzła) – Kobyłka oraz do 15 października 2017 roku na odcinku Kobyłka (bez węzła) – Radzymin, nie został on jednak dotrzymany. Jezdnie główne trasy otwarto 22 grudnia 2017. Początkowo nie były dostępne węzły Kobyłka i Wołomin, a na węźle Marki nie było wszystkich relacji. (szerszy opis w sekcji Zmiany w organizacji ruchu po otwarciu obwodnicy). Zakończenie wszystkich prac na obwodnicy Marek przewidziane było na II kwartał 2018 roku, jednak 17 maja 2018 GDDKiA rozwiązała umowę z wykonawcą. W sierpniu 2020 drodze nadano nazwę "Aleja Bohaterów Bitwy Warszawskiej 1920", wraz z innymi fragmentami trasy S8 na wschód od Warszawy. Wszystkie prace na odcinku Marki - Kobyłka ostatecznie zakończono 5 marca 2021.

## Historia budowy

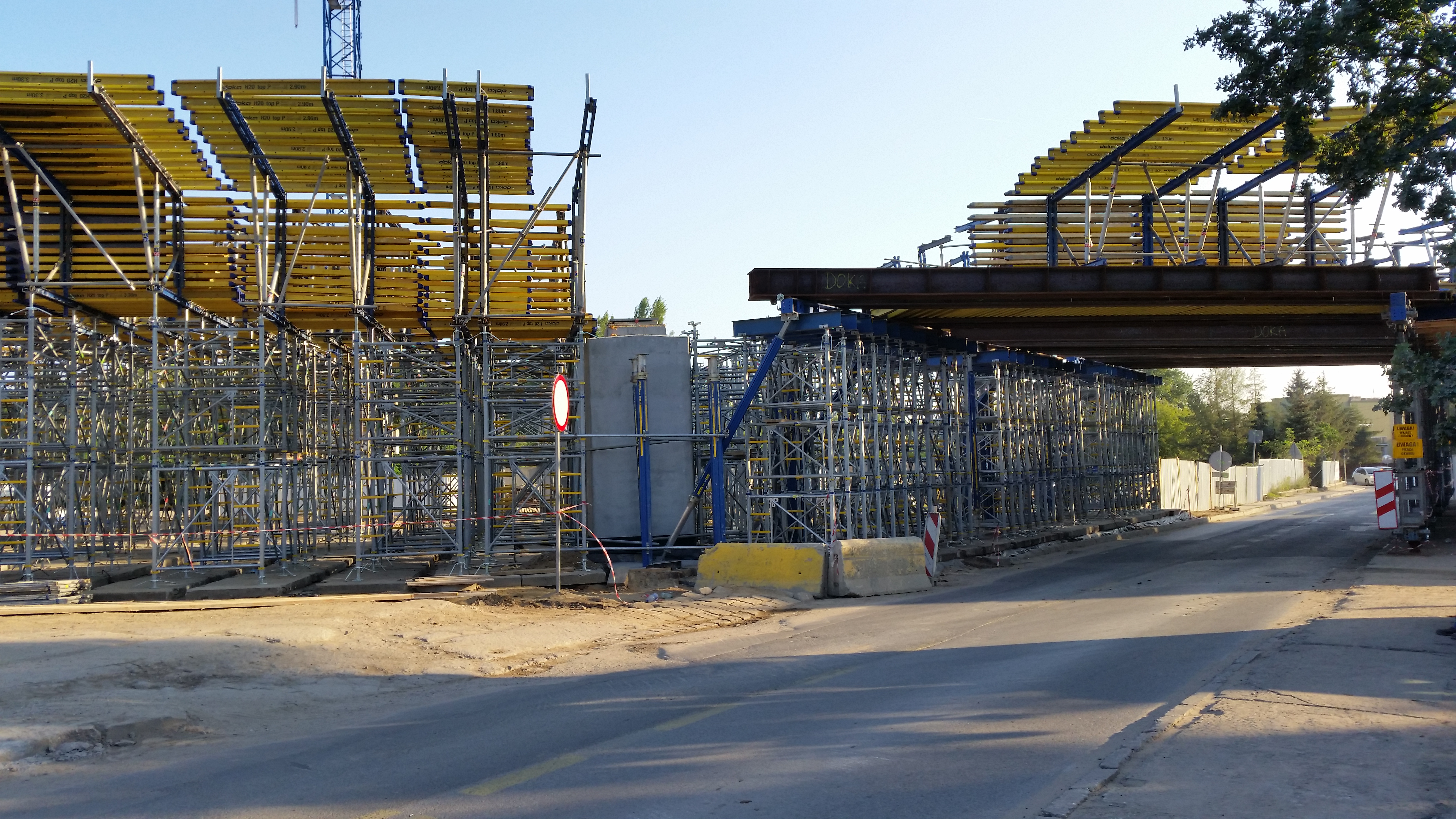
Wiadukt nad ulicą Ząbkowską w Markach, wrzesień 2016

W sierpniu 2009 roku w związku z przesunięciem realizacji budowy obwodnicy Marek o kilka lat przez GDDKiA, mieszkańcy Marek rozpoczęli akcję „TAK dla obwodnicy MAREK”, która dąży do przyśpieszenia budowy obwodnicy.
6 listopada 2012 rząd podjął decyzję o rozpoczęciu przygotowań do budowy obwodnicy, co stworzyło szansę na ukończenie prac i otwarcie drogi przed końcem roku 2016. W marcu 2013 Generalna Dyrekcja Dróg Krajowych i Autostrad otworzyła przetarg na projekt i budowę trasy. Podpisanie umowy z wykonawcą planowano na drugi kwartał 2014 roku. W czerwcu 2014 GDDKiA opublikowała zestawienie złożonych ofert. Całość podzielono na dwa odcinki. Ukończenie pierwszego (od węzła Marki do węzła Kobyłka – 8,1 km) zaplanowano na maj 2017, a ukończenie drugiego (od węzła Kobyłka do węzła Radzymin – 7,2 km) na wrzesień 2017. Obydwie jezdnie nowej trasy będą miały po trzy pasy ruchu.
12 września 2014 GDDKiA poinformowała o wyborze przedsiębiorstw, które zbudują obydwa odcinki drogi. Łączny koszt obydwu fragmentów wyniesie 737,5 mln zł. Umowy zostały podpisane 28 listopada 2014 – odcinek Marki-Kobyłka (8,1 km) powierzono konsorcjum z Salini Polska jako liderem, a odcinek Kobyłka-Radzymin Południe (7,2 km) konsorcjum z firmą Astaldi S.p.A na czele. Wyznaczony czas realizacji to 32 miesiące. W marcu 2017 wiceminister infrastruktury Jerzy Szmit poinformował o prawdopodobnym opóźnieniu oddania trasy do użytku – termin może ulec zmianie z lipca na październik.

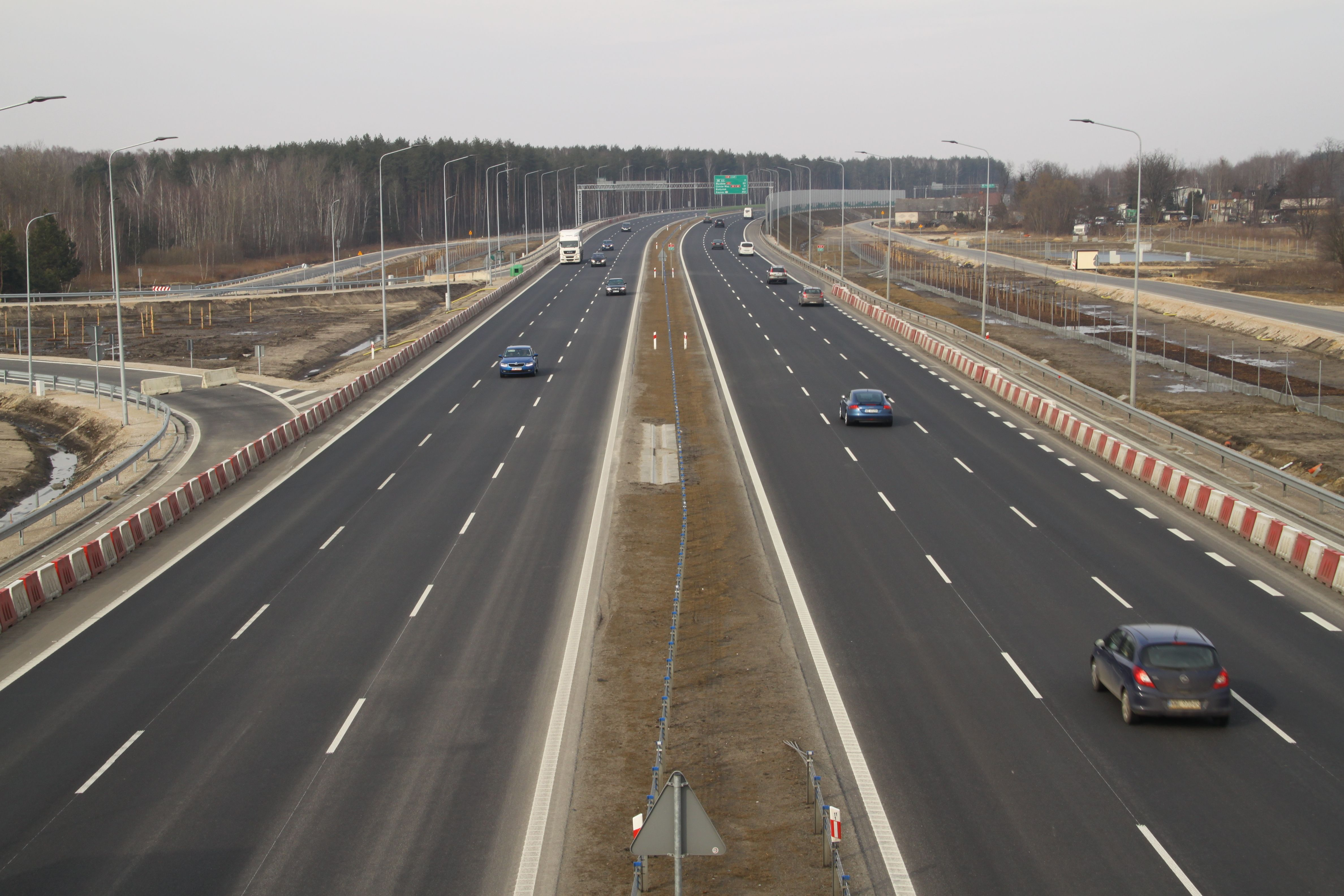
Widok w kierunku Radzymina z wiaduktu na węźle Wołomin, marzec 2018.

Początkowo GDDKiA chciała, aby jezdnie główne zostały oddane do użytku wcześniej niżby to wynikało z kontraktu, w okresie letnim, a inne prace (np. na węzłach) zostały dokończone później. W czerwcu 2017 ogłoszono, że budowa jezdni głównych ma zostać ukończona w połowie sierpnia, tak by ruch mógł zostać puszczony nimi do końca tegoż miesiąca. Nieczynne miały być jednak węzły Kobyłka oraz Wołomin.
W lipcu 2017 zapowiedziano, że rozważana jest możliwość, aby we wrześniu, przed umownym terminem (przewidzianym na połowę października 2017), wprowadzić ruch na nowy odcinek prowadzony po dwóch, lub jeśli nie będzie to możliwe, po tylko jednej jezdni, aby jak najszybciej wyprowadzić ruch z Marek.
12 września 2017 pojawiła się informacja, że z powodu niekorzystnych warunków atmosferycznych (opadów deszczu), nie będzie możliwe wcześniejsze otwarcie obwodnicy i aktualnym terminem uzyskania przejezdności jest połowa października.
25 września 2017 podano, że obwodnica ma zostać otwarta przed Wszystkich Świętych (1 listopada), początkowo ruch w obu kierunkach będzie odbywać się tylko po jednej jezdni.
17 października 2017 kontraktowy termin zakończenia robót zmieniono z 19 października na 28 października 2017, tego samego dnia GDDKiA przyznała, że jest on „mało realny”, a bardziej prawdopodobna jest połowa listopada.
6 listopada portal WWL24 dowiedział się w biurze prasowym GDDKiA, że otwarcie trasy w listopadzie również nie jest realne. Nowym terminem jest grudzień, ale może on ulec dalszemu wydłużeniu z powodu problemu z niedogodną pogodą oraz problemów finansowych wykonawcy odcinka.
22 listopada GDDKiA zapowiedziała, że jeśli obwodnica nie będzie gotowa do 15 grudnia, umowa na budowę z firmą Salini może zostać zerwana. 24 listopada po spotkaniu GDDKiA z wykonawcą nie zdecydowano się jednak na zerwanie umowy, zostaną jednak naliczone kary za opóźnienie.
12 grudnia pełna dokumentacja wymagana do wydania pozwolenia na użytkowanie trasy wpłynęła do Wojewódzkiego Inspektoratu Nadzoru Budowlanego w Warszawie. GDDKiA miała nadzieje, że obwodnica zostanie oddana do użytku przed końcem roku. Liczono, że stanie się to nawet przed Bożym Narodzeniem.
20 grudnia pojawiła się informacja, że obwodnica może zostać otwarta w nocy z 22 na 23 grudnia (z piątku na sobotę).
W dniu 22 grudnia tuż przed północą portal WWL24 poinformował o otwarciu obwodnicy w kierunku Białegostoku. Do sobotniego rana 23 grudnia został puszczony ruch w kierunku Warszawy oraz węzeł Zielonka. Otwarte zostały jednak jedynie jezdnie główne oraz dwa z czterech węzłów. Wszystkie prace na obwodnicy według zapowiedzi wykonawcy miały się zakończyć do II kwartału 2018.

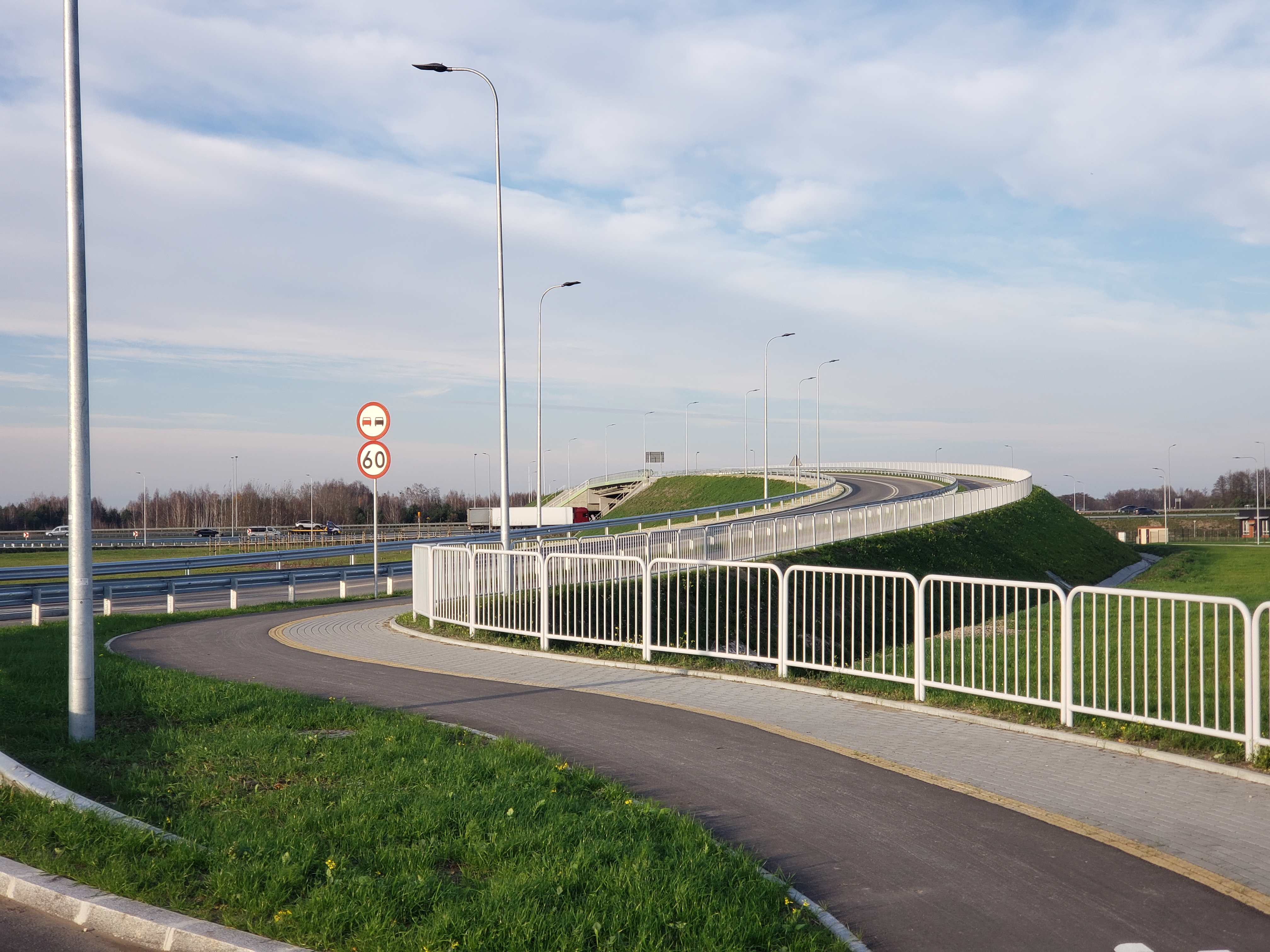
Wiadukt nad trasą S8 na węźle Kobyłka w listopadzie 2020

17 maja 2018 roku GDDKiA rozwiązała umowę z wykonawcą odcinka Marki – Kobyłka obwodnicy z powodu niewystarczającej do sprawnego zakończenia inwestycji mobilizacji sprzętu i ludzi na budowie. Przetarg na dokończenie budowy, w tym m.in. węzła Kobyłka, dróg dojazdowych do węzła Zielonka, zjazdu na węźle Marki, kładki dla pieszych, ścieżek rowerowych oraz dróg wzdłuż obwodnicy ma zostać ogłoszony w ciągu najbliższych miesięcy.
W styczniu 2019 GDDKiA poinformowała, że nadal trwała inwentaryzacja przerwanej budowy obwodnicy, a przetarg na dokończenie prac ma zostać ogłoszony w lutym. Wykonawca będzie miał rok od zawarcia umowy na ukończenie inwestycji.
22 maja 2019 ogłoszono przetarg na dokończenie prac przy obwodnicy Marek. Zakończenie wszystkich prac przewidziane jest na wiosnę 2021.
19 listopada 2020 roku oddano do użytku węzeł Kobyłka, a 3 marca 2021 wiadukt nad obwodnicą w ciągu ulicy Dworkowej w Kobyłce oraz pozostałe wcześniej niedokończone elementy inwestycji.

## Nadanie nazwy "Aleja Bohaterów Bitwy Warszawskiej 1920"

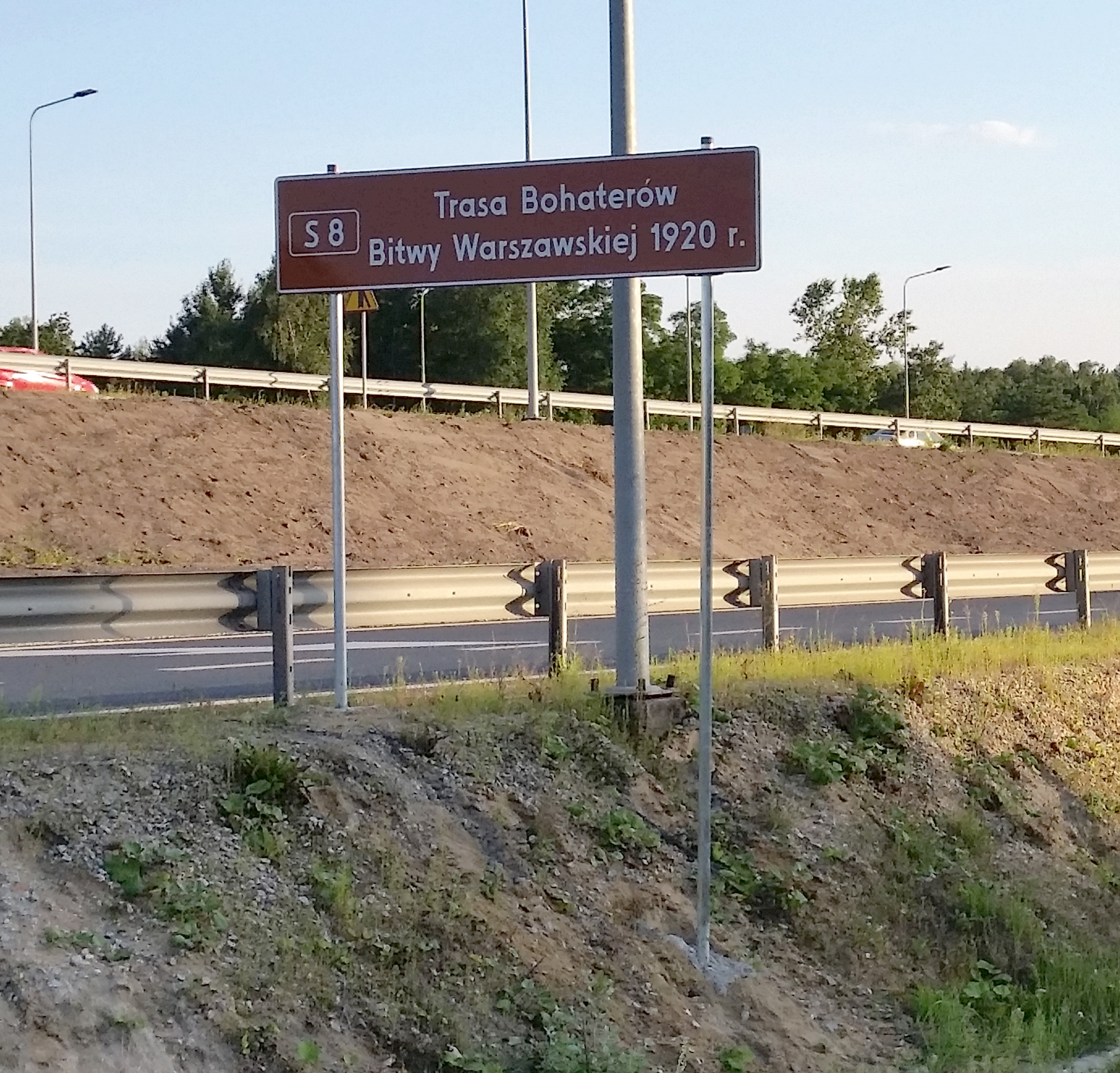
Tablica z nazwą drogi na węźle Zielonka

W związku z obchodami setnej rocznicy Bitwy Warszawskiej z inicjatywy samorządów Marek, Zielonki, Kobyłki, Wołomina, Radzymina, Klembowa i Dąbrówki w sierpniu 2020 nadano nazwę "Aleja Bohaterów Bitwy Warszawskiej 1920" fragmentowi trasy S8 na wschód od Warszawy, czyli także obwodnicy Marek.

## Rola w układzie drogowym wokół Warszawy
Obwodnica Marek stała się nową drogą wylotową z Warszawy na północny wschód, w stronę Białegostoku. Bezkolizyjna trasa ma po trzy pasy ruchu w każdą stronę. Zakładana przez Generalną Dyrekcję Dróg Krajowych i Autostrad prędkość projektowa to 100 km/h. Trasa umożliwiła wyprowadzenie ruchu tranzytowego z Marek i skierowanie go na obwodnicę. Po oddaniu w przyszłości wszystkich węzłów nastąpi poprawa obsługi Zielonki, Kobyłki i Wołomina oraz ich powiązania z Warszawą. Kluczową rolę odegra węzeł Drewnica, na którym połączą się dwie trasy: S8 i S17.

### Przebudowa Al. Piłsudskiego w Markach

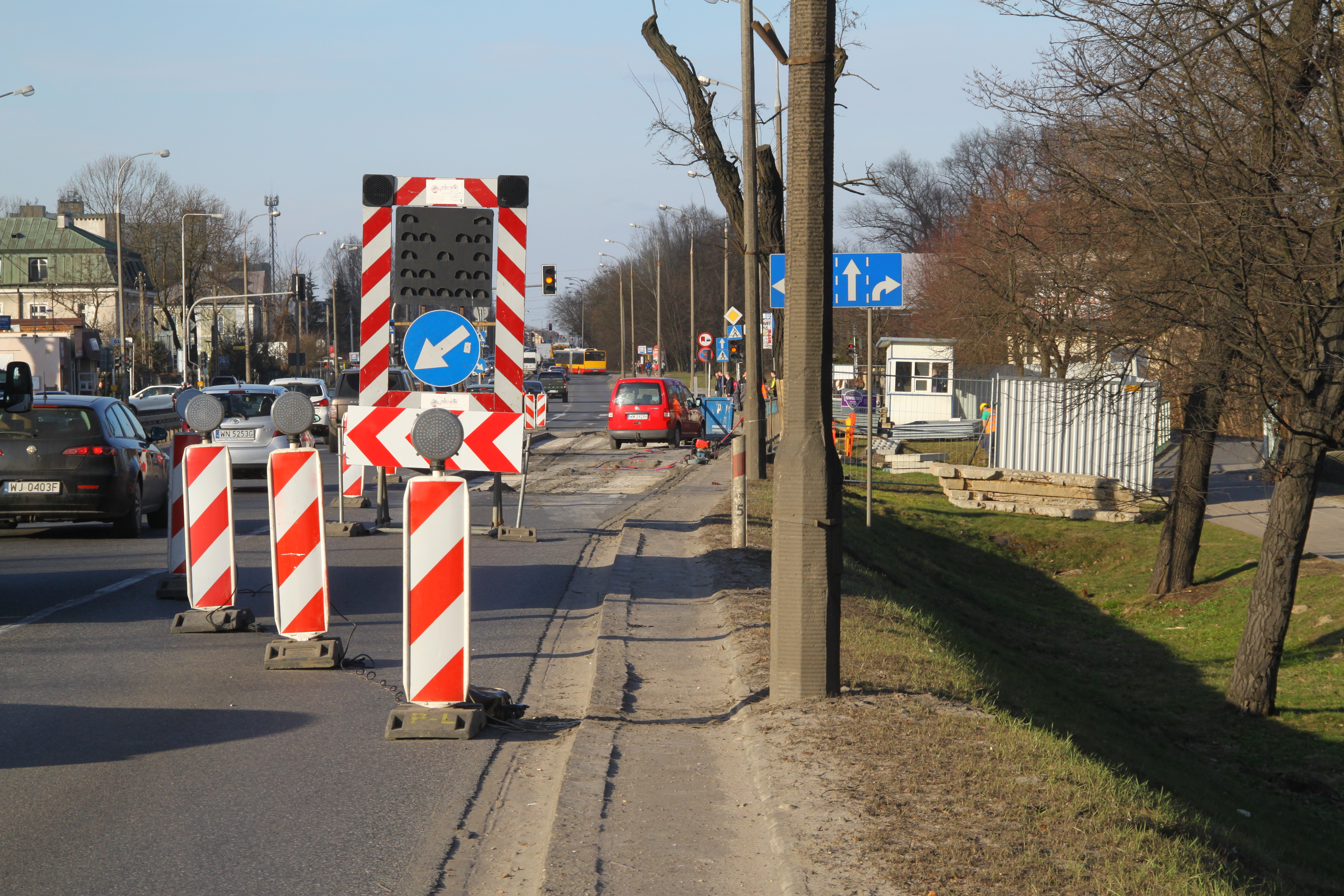
Prace na moście na rzece Długiej w Markach na początku kwietnia 2018

W ramach kontraktu na Zadanie II (odcinek obwodnicy od Kobyłki do Radzymina) firma Astaldi miała w ciągu 4 miesięcy od zakończenia budowy samej obwodnicy przeprowadzić remont starego przebiegu drogi krajowej nr 8 przez Marki i Słupno, który polegać miał jedynie na sfrezowaniu starej i położeniu nowej nawierzchni asfaltowej. Miasto Marki zabiegało jednak o rozszerzenie zakresu przebudowy głównej miejskiej arterii.
16 listopada 2017 poinformowano, że rozmowy z GDDKiA odniosły skutek i w latach 2019–2020 zostanie wykonana przebudowa, w zakres której wejdzie: otwarcie skrzyżowań z bocznymi ulicami, remont chodników, budowa ścieżek rowerowych, wymiana oświetlenia i wiat przystankowych, budowa brakujących elementów wodociągu i kanalizacji oraz możliwość przyłączenia bocznych ulic do systemu odwodnienia Al. Piłsudskiego.
5 stycznia 2018 na łamach portalu Rynek Infrastruktury rzeczniczka warszawskiego oddziału GDDKiA Małgorzata Tarnowska przekazała, że z powodu zbyt dużej kwoty, jaką firma Astaldi zażyczyła sobie za przebudowę w zakresie przewidzianym przez Marki, nie doszło do podpisania porozumienia.
Remont al. Piłsudskiego zaczął się 4 kwietnia od prac na moście nad rzeką Długą przy parku miejskim. Prace przewidziane były na od 4 do 8 tygodni. Zakres remontu to jedynie sfrezowania starej i ułożenie nowej nawierzchni. Remont obejmuje także obiekty mostowe.
17 maja 2018 roku pojawiła się informacja, że może pojawić się konieczność zbudowania mostów na rzece Długiej i Czarnej zupełnie od nowa zamiast jedynie planowanego wyremontowania ich. Decyzja będzie uzależniona od wyników badań laboratoryjnych betonu z tych obiektów. Istnieje też opóźnienie w remoncie nawierzchni, spowodowane odkryciem bruku bazaltowego, o którym został poinformowany konserwator zabytków.
W sierpniu podano, że z powodu złego stanu studni kanalizacyjnych, wpustów oraz obiektów mostowych konieczne było zwiększenie zasięgu remontu, co spowodowało znaczne opóźnienia. Zapowiedziano, że wszystkie prace zostaną zakończone przed początkiem okresu zimowego.
W grudniu GDDKiA poinformowała, że nie uda się położyć warstwy ścieralnej oraz skończyć przebudowy mostów w roku 2018. Ruch po warstwie wiążącej ma zostać udostępniony 21 grudnia, a reszta prac zostać dokończona wiosną 2019.
Ostatecznie po wznowieniu prac w połowie marca oddano skończoną zachodnią jezdnię 19 kwietnia 2019 roku, a wszystkie pozostałe prace (m.in. na obiektach mostowych) miały zakończyć się do 31 maja.

### Zmiany w organizacji ruchu po otwarciu obwodnicy
Po otwarciu obwodnicy w grudniu 2017 roku zmieniła się organizacja ruchu w jej okolicach. Została zamknięta bezkolizyjna łącznica zjazdowa z Trasy Toruńskiej (od strony Warszawy) na stary przebieg DK8 w Markach, zamiast tego relacja ta jest obsługiwana przez drogę techniczną, na którą wjazd znajduje się za węzłem Głębocka, i skrzyżowanie ze światłami na węźle Marki. Na węźle Marki początkowo nie były dostępne relacje Białystok – Marki oraz Białystok – Targówek (droga wojewódzka nr 629, ul. Radzymińska), ponieważ aby zapewniająca je łącznica mogła zostać zbudowana, najpierw musi zostać rozebrany wcześniej wspominany tymczasowy zjazd od strony Warszawy. Nowa łącznica została otwarta w grudniu 2019 roku.
Początkowo na trasie nie były dostępne węzły Kobyłka (nieskończony) oraz Wołomin (niezbudowana została droga dojazdowa do węzła od strony Wołomina).
W Radzyminie zmieniło się pierwszeństwo na skrzyżowaniu alei Jana Pawła II z ulicą Marszałka Józefa Piłsudskiego, tak, że pierwszeństwo mają pojazdy skręcające w lewo z alei w ul. Piłsudskiego oraz w prawo z ul. Piłsudskiego w aleję. Ponadto zamknięty dla ruchu został stary fragment S8 od węzła przy cmentarzu w Radzyminie aż do okolic osiedla Victoria, gdzie znajduje się włączenie obwodnicy Marek w obwodnicę Radzymina.

### Łącznik do węzła Wołomin
W czerwcu 2018 roku miało zakończyć się przygotowywanie dokumentacji potrzebnej do ogłoszenia przetargu na budowę nowego przebiegu drogi wojewódzkiej nr 635, która stanowić będzie łącznik między miastem Wołomin a węzłem Wołomin na obwodnicy Marek. Wykonawca miał zostać wyłoniony do końca wakacji. Ostatecznie przetarg ogłoszono w listopadzie 2019, a umowę z wykonawcą podpisano 11 maja 2020. Wykonawca ma 24 miesiące na ukończenie inwestycji.

## Obiekty
Mapa z zaznaczonym położeniem obiektów znajduje się w infoboksie.

W ramach budowy powstają m.in. następujące obiekty:
| Nazwa  | Opis | Zdjęcie | Miejscowość         |
| ------ | --- | ------- | ------------------- |
| ES-1   | Estakada drogi ekspresowej nad ulicami Szpitalną oraz Ząbkowską w Markach                                                             |         | Marki               |
| D-ES-4 | Estakada drogi ekspresowej nad ulicą Marecką w Zielonce (ul. Fabryczna w Markach) oraz rzeką Długą.                                   |         | Zielonka            |
| MD-1   | Most nad rzeką Długą położony równolegle do obiektu D-ES-4, przeznaczony dla lokalnego ruchu samochodowego, pieszego oraz rowerowego. |         | Zielonka            |
| WS-1   | Wiadukt drogi ekspresowej nad ulicą Pustelnicką w Zielonce (ul. Lisa Kuli w Markach).                                                 |         | Zielonka            |
| KP-20  | Kładka pieszo-rowerowa nad drogą ekspresową w okolicach ulicy Czereśniowej w Zielonce.                                                |         | Zielonka            |
| WS-2   | wiadukt drogi ekspresowej nad rondem w ciągu DW 631 na węźle Zielonka                                                                 |         | Marki/Zielonka      |
| WD-3   | Wiadukt ulicy Dworkowej w Kobyłce nad drogą ekspresową.                                                                               |         | Kobyłka             |
| WD-5   | Wiadukt ulicy Szkolnej w Nadmie (Gospodarczej w Kobyłce) na węźle Kobyłka nad drogą ekspresową.                                       |         | Nadma               |
| WS-7   | Wiadukt drogi ekspresowej nad ulicą Bolesława Chrobrego w Kobyłce (Starą w Nadmie).                                                   |         | Kobyłka             |
| PD-17  | Przejście dla pieszych i przejazd dla rowerzystów pod drogą ekspresową na granicy Nadmy i Wołomina.                                   |         | Nadma/Wołomin       |
| MS-8   | Most drogi ekspresowej nad rzeką Czarną.                                                                                              |         | Wołomin/Nowy Janków |
| WD-9   | wiadukt przyszłego nowego śladu DW 635 nad drogą ekspresową na węźle Wołomin                                                          |         | Nadma/Nowy Janków   |
| WS-13  | Wiadukt drogi ekspresowej nad ulicami Marszałka Józefa Piłsudskiego i Wołomińską w Ciemnym.                                           |         | Ciemne              |
| WS-14  | Wiadukt drogi ekspresowej na węźle Radzymin Południe.                                                                                 |         | Ciemne              |
| PD-16  | Przejście dla pieszych i przejazd dla rowerzystów pod drogą ekspresową przy granicy Dybowa-Kolonii z Radzyminem                       |         | Dybów-Kolonia       |